# 門戶厄神站
門戶厄神站（日语：／ Mondo-yakujin eki */?）是位於兵庫縣西宮市下大市東町，屬於阪急電鐵今津線的鐵路車站。車站編號為HK-23。本站是距離門戶厄神東光寺最近的車站，逢大祭日時人潮眾多。

## 歷史
- 1921年（大正10年）9月2日 - 隨著阪神急行電鐵（現在的阪急電鐵）西寶線的寶塚站 - 西宮北口站間開業，本站同時開始營運[3]。
- 1926年（大正15年）12月18日 - 西寶線改稱為今津線[3]。
- 1979年（昭和54年） - 開通連絡用地下道[1]。
- 2013年（平成25年）12月21日 - 導入車站編號[4][5]。

## 車站結構
側式月台2面2線的地面車站。由於沒有轉轍器與絕對信號機，因此被分類為停留所。

### 月台配置
| 月台 | 路線   | 方向 | 目的地                          |
| ---- | ------ | ---- | ------------------------------- |
| 1    | 今津線 | 下行 | 往 寶塚、仁川、川西能勢口、箕面 |
| 2    | 今津線 | 上行 | 往 西宮北口、大阪、神戶、今津   |

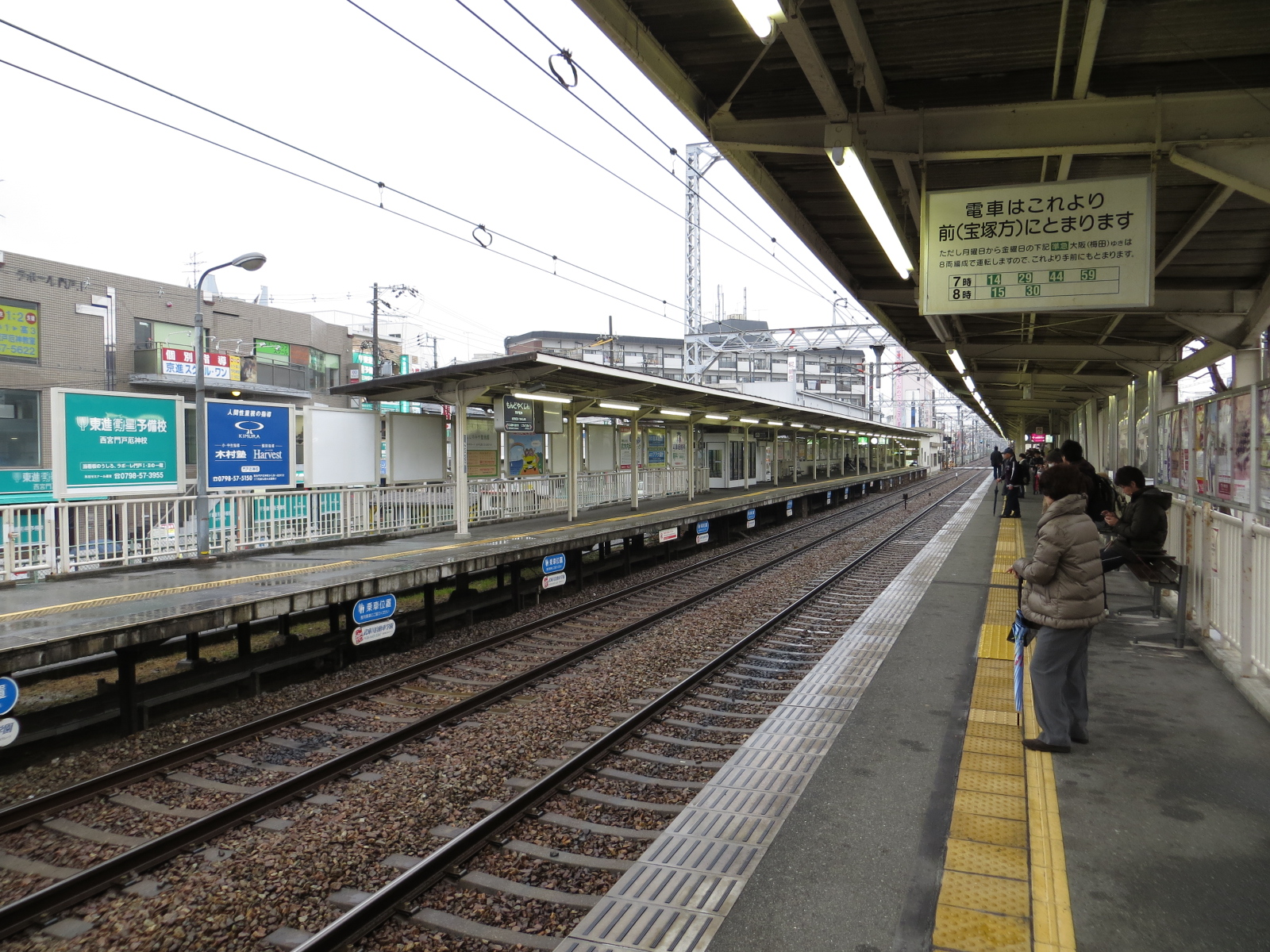
車站月台

## 使用狀況
2019年的全年平均上下車人次為20,452人。
此外，2019年年間乘客總數為5,258,000人。1日平均為14,405人。
近年的1日平均上車、上下車人次如下表。
| 年次               | 平日限定 上下車人次 | 平日限定 上車人次 | 全年平均 上下車人次 | 全年平均 上車人次 |
| ------------------ | ------------------- | ----------------- | ------------------- | ----------------- |
| 2007年（平成19年） | 22,330              | 11,672            |                     |                   |
| 2008年（平成20年） | 22,031              | 11,482            |                     |                   |
| 2009年（平成21年） | 21,781              | 11,314            |                     |                   |
| 2010年（平成22年） | 22,100              | 11,488            |                     |                   |
| 2011年（平成23年） | 22,074              | 11,457            |                     |                   |
| 2012年（平成24年） | 21,927              | 11,359            |                     |                   |
| 2013年（平成25年） | 22,125              | 11,446            |                     |                   |
| 2014年（平成26年） | 22,584              | 11,643            |                     |                   |
| 2015年（平成27年） | 23,181              | 11,929            |                     |                   |
| 2016年（平成28年） |                     |                   | 20,235              | 10,405            |
| 2017年（平成29年） |                     |                   | 20,349              |                   |
| 2018年（平成30年） |                     |                   | 20,251              |                   |
| 2019年（令和元年） |                     |                   | 20,452              |                   |

## 車站周邊
- 門戶厄神東光寺
- 西宮市立中央病院
- 西宮市立高木北小學校
- 西宮市立甲東小學校
- 神戶女學院大學[2]
- 神戶女學院中學部、高等學部[2]
- 關西學院大學西宮聖和校區、聖和短期大學
- 西宮下大市郵局
- 西宮丸橋郵局
- IKARI超市門戶店
- AEON西宮店

## 相鄰車站
阪急電鐵
 今津線（今津北線）
■準急（只往大阪梅田方向運行）
甲東園（HK-24） → 門戶厄神（HK-23） → 塚口（神戶本線）（HK-06）
■普通
甲東園（HK-24）－門戶厄神（HK-23）－西宮北口（HK-08）

## 外部連結
- 門戶厄神 - 阪急電鐵